# حقل دخان
حَقْلُ دُخَّانْ حقل نفطي كبير يقع في منطقة تبلغ مساحتها تقريباً 80 كم مربع في مدينة دخان في قطر. حُفِرَ أول بئر في الحقل في عام 1939/1940م وبدأ تصدير البترول من الحقل في عام 1949م.
يُنتِج الحقل حتى 335 ألف برميل من النفط الخام يومياً. 

## نظرة عامة
حقل دخان البري، يقع على امتداد الساحل الغربي لشبه جزيرة قطر، ويعد الحقل أكبر الحقول المنتجة للنفط في قطر. يحتوي الحقل على أربع خزانات، ثلاثة منها للنفط والأخير للغاز الغير مرتبط بالنفط، ويتم فصل الغاز 4 محطات للفصل. 
ينقل النفط الخام المستقر عبر الأنابيب إلى ميناء مسيعيد. 